# 张振犁
张振犁（1924年—2020年1月24日），原名张振离，男，河南密县人，中国民间文学研究家，曾任河南大学教授，中国民俗学会副理事长。